# 비디 아이
비디 아이(Beady Eye)는 2009년 노엘 갤러거가 오아시스를 탈퇴하자 나머지 멤버들이 결성한 영국의 록 밴드이다.

## 결성
비디 아이의 멤버는 노엘 갤러거를 제외하고는 오아시스 때와 마찬가지로 리암 갤러거와 겜 아처, 앤디 벨, 크리스 샤록이며, 라이브 멤버로는 키보드를 담당하는 맷 존스와 고릴라즈의 라이브 기타리스트인 제프 우튼이 있다. 2013년 기타리스트인 제프 우튼이 멤버에서 나가고 카사비안의 기타리스트 제이 멜러가 합류했다.
밴드는 2009년 11월에 첫 앨범의 작곡과 녹음 작업에 들어갔으며, 2010년 11월 15일에는 싱글 <Bring the Light>를 무료 다운로드로 공개하였다. 스티브 릴리화이트가 프로듀싱한 그들의 데뷔 앨범《Different Gear, Still Speeding》은 2011년 2월 28일에 발매되었다. 현재 2011년 3월 3일 스코틀랜드 글래스고를 시작으로 3월 22일 벨기에 브뤼셀에서 막을 내리는 유럽 투어가 예정되어 있으며, 6월에는 영국의 아일 오브 와이트 페스티벌에서 마지막날인 12일에 공연하였다. 또한 2월 28일에는 5월 15일 단독 내한공연 계획이 공식 발표되었다. 2012년 7월 29일, 지산 밸리 록 페스티벌에서 그들 이름으로 두 번째 내한 공연을 무사히 마쳤다. 2012년 8월 12일 2012년 하계 올림픽 폐막식에서 오아시스의 〈Wonderwall〉을 연주했다. 2013년 4월 5일에 미국 캘리포니안 라디오 스테이션에서 Flick Of The Finger가 첫 공개되었다. 그리고 같은 달 25일에 싱글 Second Bite Of The Apple 이 공개되었고, 국내엔 2013년 5월 7일 음원 판매를 시작하였다. 2013년 6월 10일 데이비드 시텍이 프로듀싱한 두 번째 앨범 BE 가 발매되었다.

## 비디아이 레코드
비디아이 레코드는 비디 아이가 직접 설립한 레이블로, 영국과 아일랜드 내 음반 출시를 담당한다. 이전에 오아시스가 세웠던 빅 브라더 레코딩과 같은 역할을 한다. 그들의 데뷔 앨범 《Different Gear, Still Speeding》은 비디아이 레코드에서 2011년 2월 28일 발매되었고 대체로 긍정적인 평가를 받았는데, 일례로 영국의 음악 전문 웹사이트 All-Noise는 이 앨범을 "성숙하고 차분한 분위기"라고 평하였다.

## 디스코그래피

### 정규 앨범
- 《Different Gear, Still Speeding》 (2011년 2월 28일 발매)
- 《BE》 (2013년 6월 10일 발매)

### 싱글
- 〈Bring the Light〉 (2010년 11월 22일 발매) 영국 인디 차트 1위, 영국 록 차트 1위
- 〈Four Letter Word〉 (2011년 1월 17일 발매)
- 〈The Roller〉 (2011년 2월 21일 발매)
- 〈Second Bite Of The Apple〉 (2013년 4월 25일 발매)

## 수상 내역

### NME 어워즈
NME 어워즈는 매년 영국의 음악 전문지 NME가 수여하는 시상식이다. 비디 아이는 2011년 "최고의 신인 밴드" 부문에 후보로 올랐다.

## 멤버
- 리암 갤러거 – 보컬
- 겜 아처 – 기타
- 앤디 벨 – 기타
- 크리스 샤록 – 드럼
- 제이 멜러 – 베이스 기타

라이브 멤버
- 맷 존스 – 키보드